# Stehags församling
Stehags församling var en församling i Lunds stift och i Eslövs kommun. Församlingen uppgick 2002 i Östra Onsjö församling.

## Administrativ historik
Församlingen har medeltida ursprung. 
Församlingen utgjorde till och med 1961 ett eget pastorat. Från 1962 till och med 2001 moderförsamling i pastoratet Stehag, Trollenäs, Bosarp och Västra Strö som från 1992 även omfattade Billinge församling. Församlingen uppgick 2002 i Östra Onsjö församling.

## Kyrkor
- Stehags kyrka